# U-372
| U-372                      | U-372                                                          | U-372                                                          |
| -------------------------- | -------------------------------------------------------------- | -------------------------------------------------------------- |
|                            |                                                                |                                                                |
|                            |                                                                |                                                                |
|                            |                                                                |                                                                |
| Під прапором               | Третій рейх                                                    | Третій рейх                                                    |
| Спуск на воду              | 8 березня 1941 року                                            | 8 березня 1941 року                                            |
| Виведений зі складу флоту  | 4 серпня 1942 року                                             | 4 серпня 1942 року                                             |
| Сучасний статус            | затоплений                                                     | затоплений                                                     |
| Проєкт                     |                                                                |                                                                |
| Тип ПЧ                     | Торпедний ДПЧ                                                  | Торпедний ДПЧ                                                  |
| Основні характеристики     |                                                                |                                                                |
| Швидкість (надводна)       | 17,7 вузлів                                                    | 17,7 вузлів                                                    |
| Швидкість (підводна)       | 7,6 вузлів                                                     | 7,6 вузлів                                                     |
| Робоча глибина занурення   | 100 м                                                          | 100 м                                                          |
| Гранична глибина занурення | 220 м                                                          | 220 м                                                          |
| Екіпаж                     | 44 осіб                                                        | 44 осіб                                                        |
| Розміри                    |                                                                |                                                                |
| Довжина найбільша (по КВЛ) | 67,1 м                                                         | 67,1 м                                                         |
| Ширина корпусу найб.       | 6,2 м                                                          | 6,2 м                                                          |
| Висота                     | 9,6 м                                                          | 9,6 м                                                          |
| Середня осадка (по КВЛ)    | 4,70 м                                                         | 4,70 м                                                         |
| Водотоннажність надводна   | 769 т                                                          | 769 т                                                          |
| Озброєння                  |                                                                |                                                                |
| Артилерія                  | одна палубна гармата калібру 88-мм, одна 20-мм зенітна гармата | одна палубна гармата калібру 88-мм, одна 20-мм зенітна гармата |
| Торпедно- мінне озброєння  | 4 носових і один кормовий ТА. 14 торпед або 26 мін             | 4 носових і один кормовий ТА. 14 торпед або 26 мін             |

U-372 — німецький підводний човен типу VIIC, часів Другої світової війни.
Замовлення на будівництво човна було віддане 23 вересня 1939 року. Човен був закладений на верфі суднобудівної компанії «Howaldtswerke AG» у місті Кіль 17 листопада 1939 року під будівельним номером 3, спущений на воду 8 березня 1941 року, 19 квітня 1941 року увійшов до складу 1-ї флотилії. Також за час служби перебував у складі 29-ї флотилії. Єдиним командиром човна був капітан-лейтенант Гайнц-Йоахім Нойманн.
Човен зробив 6 бойових походів, в яких потопив 3 судна та 1 допоміжний військовий корабель.
4 серпня 1942 року потоплений у Середземному морі південно-західніше Хайфи (32°28′ пн. ш. 34°37′ сх. д. / 32.467° пн. ш. 34.617° сх. д.) глибинними бомбами британських есмінців «Сікх», «Зулу», «Крум», «Теткотт» та британського літака «Веллінгтона». Всі 48 членів екіпажу врятовані.

## Потоплені та пошкоджені кораблі[3]
| Назва          | Тип                           | Належність      | Дата            | Тоннаж (БРТ) | Вантаж                                                          | Статус    | Місце                                                       |
| Belgravian     | вантажне судно                | Велика Британія | 5 серпня 1941   | 3 136        | 3 946 т арахісу та олов'яної руди                               | потоплено | 53°03′ пн. ш. 15°54′ зх. д. / 53.050° пн. ш. 15.900° зх. д. |
| Swiftpool      | вантажне судно                | Велика Британія | 5 серпня 1941   | 5 205        | 8 000 т залізної руди                                           | потоплено | 53°03′ пн. ш. 16°00′ зх. д. / 53.050° пн. ш. 16.000° зх. д. |
| Baron Pentland | вантажне судно                | Велика Британія | 19 вересня 1941 | 3 410        | 1512 стандартних пиломатеріалів                                 | потоплено | 58°15′ пн. ш. 40°36′ зх. д. / 58.250° пн. ш. 40.600° зх. д. |
| «Мідвей»       | плавуча база підводних човнів | Велика Британія | 30 червня 1942  | 14 650       | Військово-морське обладнання включно з торпедами та матеріалами | потоплено | 36°45′ пн. ш. 00°55′ сх. д. / 36.750° пн. ш. 0.917° сх. д.  |